# Djóni í Geil
Djóni Isaksen (født 12. september 1849 i Tórshavn, død 20. april 1912), kaldet Djóni í Geil, var en færøsk håndværksmaler, redaktør og politiker.
Han var forkæmper for Færøernes uafhængighed, og var en af de ni mænd, som indkaldte til Julemødet 1888. Djóni í Geil var indvalgt i Lagtinget fra Suðurstreymoy 1882–1885, 1887–1899 og 1901–1906. Han var aktiv i afholdsbevægelsen, blandt andet som redaktør af afholdsbladet Dúgvan 1899–1907. Han var blandt grundlæggerne af avisen Tingakrossur, som sønnen Kristin í Geil blev den første redaktør af i 1901.